# Rebirth (album van Lil Wayne)
Rebirth is het zevende studio-album van de Amerikaanse rapper Lil Wayne. Het album stond eigenlijk gepland voor april 2009, maar werd een aantal keer uitgesteld en uiteindelijk uitgebracht op 2 februari 2010.

## Achtergrond
Het was oorspronkelijk de bedoeling dat Rebirth een nieuwe uitgave van het vorige album Tha Carter III zou worden, maar in januari 2009 maakte Lil Wayne bekend dat dit album een rockalbum zou worden. Het album zou eigenlijk in april 2009 al uitkomen, maar werd in totaal bijna een jaar uitgesteld. Volgens Shanell, een collega van Lil Wayne, was dit omdat het album perfect moest zijn voor het uitkwam.

## Singles
Van dit album kwamen drie singles:
- Prom Queen, hoogste positie # 15 in de Billboard Hot 100
- On Fire, hoogste positie # 62
- Drop the World, hoogste positie # 18

## Charts
| Chart (2010)     | Hoogste positie |
| ---------------- | --------------- |
| Australië        | 51              |
| Canada           | 5               |
| Nederland        | 75              |
| Frankrijk        | 86              |
| Griekenland      | 28              |
| Nieuw-Zeeland    | 33              |
| Noorwegen        | 40              |
| Zwitserland      | 15              |
| Engeland         | 24              |
| VS Billboard 200 | 2               |

## Tracklist[5]
1. American Star
2. Prom Queen
3. Ground Zero
4. Da Da Da
5. Paradise
6. Get a Life
7. On Fire
8. Drop the World
9. Runnin
10. One Way Trip
11. Knockout
12. The Price is Wrong